# Picabo Street
Picabo Street (* 3. April 1971 in Triumph, Idaho) ist eine ehemalige US-amerikanische Skirennläuferin. Mitte der 1990er Jahre gehörte sie zu den weltweit erfolgreichsten Athletinnen in den Disziplinen Abfahrt und Super-G. Sie wurde je einmal Olympiasiegerin und Weltmeisterin, außerdem gewann sie zweimal die Abfahrtswertung des Skiweltcups sowie neun Weltcuprennen. Die letzten Jahre ihrer Sportkarriere waren von schweren Verletzungen geprägt. Heute tritt sie in den USA als Werbebotschafterin auf und ist regelmäßig in Fernsehshows zu sehen.

## Biografie

### Jugend
Streets Eltern, überzeugte Anhänger der Hippie-Kultur, entschieden bei der Geburt, dass die Tochter ihren Namen selbst wählen soll. Daher wurde sie zunächst einfach Baby Girl genannt. Als sie im Alter von sechs Jahren einen Reisepass benötigte, erhielt sie offiziell den Vornamen Picabo, nach dem Namen einer benachbarten Indianersiedlung, der übersetzt „glänzendes Wasser“ bedeutet. Im Englischen wird der Name wie das Kleinkinderspiel peek-a-boo (deutsch etwa piekebuh) ausgesprochen.
Die als ausgesprochen extravertiert geltende Street verlebte ihre Kindheit im Wintersportort Sun Valley. Bis zum Alter von 13 Jahren wuchs sie ohne Fernsehen auf und spielte – als typischer Tomboy – mit den Dorfjungen American Football. Als 16-Jährige fand sie jedoch im Skifahren ihre Berufung und entschloss sich, das Hobby professionell auszuüben. 1989 wurde sie in die US-amerikanische Nationalmannschaft aufgenommen, erlitt jedoch im selben Jahr einen Kreuzbandriss im linken Knie. Zunächst kam sie neben FIS-Rennen und Juniorenweltmeisterschaften hauptsächlich im Nor-Am Cup zum Einsatz, den sie in den Saisonen 1990/91 und 1991/92 gewann.

### Sportkarriere
Am 6. Dezember 1992 hatte Street ihre Premiere im Weltcup: Im Slalom von Steamboat Springs fuhr sie auf den 22. Platz und holte auf Anhieb ihre ersten Weltcuppunkte. Dies blieb ihr einziges zählbares Slalom-Ergebnis, da sie ganz auf die schnellen Disziplinen setzte. Ihre erste Platzierung in den besten Zehn erzielte sie am 15. Januar 1993, als Achte der Abfahrt von Cortina d’Ampezzo. Bei den Weltmeisterschaften 1993 in Morioka gewann sie eher überraschend die Silbermedaille in der Kombination (wobei sie in der Kombi-Abfahrt Bestzeit fuhr). Am 13. März 1993 fuhr sie in der Abfahrt von Narvik ebenfalls auf den zweiten Platz und stand damit erstmals auf dem Podest eines Weltcuprennens.
In der Weltcupsaison 1993/94 platzierte sich Street regelmäßig unter den besten Zehn. Bei den Olympischen Winterspielen 1994 gewann sie ebenfalls eine Silbermedaille; in der Abfahrt, die in Kvitfjell ausgetragen wurde, musste sie sich nur der Deutschen Katja Seizinger geschlagen geben. Eine Skipiste in Sun Valley trägt seither den Namen Picabo’s Street. Während der Saison 1994/95 gewann Street sechs von neun Weltcup-Abfahrten (fünf davon in Folge) und entschied damit die Disziplinenwertung überlegen für sich. Sie war die erste Amerikanerin, welche die Weltcupwertung einer nicht-technischen Disziplin gewann. Obwohl sie keinen einzigen Slalom gefahren und bei zwei Riesenslaloms ohne Punkte geblieben war, wurde sie Fünfte der Gesamtwertung.
Ähnlich erfolgreich verlief die Saison 1995/96. Mit drei weiteren Abfahrtssiegen gewann sie zum zweiten Mal in Folge die Disziplinenwertung mit großem Vorsprung. Bei den Weltmeisterschaften 1996 in der Sierra Nevada siegte sie ebenfalls in der Abfahrt, hinzu kam der dritte Platz im Super-G. Am 1. Dezember 1996 stürzte Street beim Super-G von Lake Louise schwer und riss sich im linken Knie erneut das Kreuzband, womit sie für den Rest der Saison ausfiel.
Die Saison 1997/98 war von eher durchschnittlichen Ergebnissen geprägt. Doch bei den Olympischen Winterspielen 1998 in Nagano wurde sie entgegen dem bisherigen Saisonverlauf Olympiasiegerin im Super-G, mit einer Hundertstelsekunde Vorsprung auf die Österreicherin Michaela Dorfmeister. Nur zwölf Tage zuvor war sie in der Abfahrt von Åre gestürzt und lag während einigen Minuten bewusstlos auf der Piste. Beim Weltcupfinale in Crans-Montana stürzte sie erneut schwer und zog sich dabei einen Bruch des linken Oberschenkels und einen Kreuzbandriss im rechten Knie zu.
Erst im Dezember 2000 nahm Street wieder an einem Weltcuprennen teil, die Erfolge früherer Jahre blieben aber aus. Das beste Ergebnis war ein Jahr später ein fünfter Platz in der Abfahrt in Lake Louise. Sie nahm wieder regelmäßig an Rennen des Nor-Am Cup teil, wobei sie in der Saison 2000/01 die Abfahrtswertung gewann. Am 12. Februar 2002, nachdem sie in der Abfahrt der Olympischen Winterspiele 2002 auf den 16. Platz gefahren war, erklärte sie ihren Rücktritt.

### Nach dem Rücktritt
Bereits nach ihrem Olympiasieg 1998 war Street in zahlreichen Fernsehsendungen aufgetreten. So war sie in diesem Jahr Jurymitglied bei der Wahl der Miss America. Nach dem Rücktritt vom Skirennsport wurden die TV-Auftritte häufiger, darunter Prominenten-Specials bekannter Gameshows wie Hollywood Squares und Pyramid, die Today Show oder die Realityshow Celebrity Paranormal Project. 2003 präsentierte sie auf dem Sender OLN die zwölfteilige Dokumentationsserie Picabo Street’s Snow Zone und 2006 war sie für NBC Sonderkorrespondentin bei den Olympischen Winterspielen in Turin. Außerdem tritt sie als Werbebotschafterin zahlreicher Produkte in Erscheinung, darunter die Limonade Mountain Dew, den Lippenpflegestift Chapstick und den Sportartikelhersteller Nike.
2004 wurde Street in die U.S. Ski and Snowboard Hall of Fame aufgenommen. Am 25. Oktober 2008 heiratete sie den Geschäftsmann John Reeser. Aus einer früheren Beziehung stammt ihr im Jahr 2004 geborener Sohn. Im Dezember 2015 geriet sie in die internationalen Schlagzeilen, nachdem sie ihren 76-jährigen Vater Roland angeblich über die Kellerstiege ihres Hauses in Park City gestoßen und dabei verletzt hatte. Sie wurde festgenommen und wegen häuslicher Gewalt angeklagt. Street beteuerte, sie habe ihrem Vater, der unter einer Hypoglykämie litt, helfen wollen und sich verteidigt, als er aggressiv geworden war. Im März 2016 wurde die Anklage schließlich fallen gelassen, nachdem Roland Street in einer eidesstattlichen Erklärung die Verantwortung für den Vorfall übernommen hatte.

## Erfolge

### Olympische Spiele
- Lillehammer 1994: 2. Abfahrt
- Nagano 1998: 1. Super-G, 6. Abfahrt
- Salt Lake City 2002: 16. Abfahrt

### Weltmeisterschaften
- Morioka 1993: 2. Kombination, 10. Abfahrt
- Sierra Nevada 1996: 1. Abfahrt, 3. Super-G

### Juniorenweltmeisterschaften
- Madonna di Campiglio 1988: 6. Abfahrt
- Zinal 1990: 5. Slalom, 13. Riesenslalom

### Weltcupwertungen
Picab Street gewann zweimal die Disziplinenwertung in der Abfahrt.
| Saison  | Gesamt | Gesamt | Abfahrt | Abfahrt | Super-G | Super-G | Riesenslalom | Riesenslalom | Slalom | Slalom | Kombination | Kombination |
| Saison  | Platz  | Punkte | Platz   | Punkte  | Platz   | Punkte  | Platz        | Punkte       | Platz  | Punkte | Platz       | Punkte      |
| ------- | ------ | ------ | ------- | ------- | ------- | ------- | ------------ | ------------ | ------ | ------ | ----------- | ----------- |
| 1992/93 | 39.    | 189    | 18.     | 170     | 39.     | 10      | –            | –            | 56.    | 9      | –           | –           |
| 1993/94 | 36.    | 229    | 8.      | 175     | 42.     | 22      | –            | –            | –      | –      | 16.         | 32          |
| 1994/95 | 5.     | 905    | 1.      | 709     | 8.      | 196     | –            | –            | –      | –      | –           | –           |
| 1995/96 | 6.     | 837    | 1.      | 640     | 14.     | 145     | 49.          | 7            | –      | –      | 5.          | 45          |
| 1996/97 | 71.    | 50     | 25.     | 50      | –       | –       | –            | –            | –      | –      | –           | –           |
| 1997/98 | 46.    | 156    | 17.     | 102     | 24.     | 54      | –            | –            | –      | –      | –           | –           |
| 2000/01 | 68.    | 59     | 26.     | 59      | –       | –       | –            | –            | –      | –      | –           | –           |
| 2001/02 | 52.    | 136    | 17.     | 136     | –       | –       | –            | –            | –      | –      | –           | –           |

### Weltcupsiege
| Datum             | Ort                  | Land       | Disziplin |
| ----------------- | -------------------- | ---------- | --------- |
| 9. Dezember 1994  | Lake Louise          | Kanada     | Abfahrt   |
| 22. Januar 1995   | Cortina d’Ampezzo    | Italien    | Abfahrt   |
| 17. Februar 1995  | Åre                  | Schweden   | Abfahrt   |
| 5. März 1995      | Saalbach-Hinterglemm | Österreich | Abfahrt   |
| 11. März 1995     | Lenzerheide          | Schweiz    | Abfahrt   |
| 15. März 1995     | Bormio               | Italien    | Abfahrt   |
| 23. Dezember 1995 | Lake Louise          | Kanada     | Abfahrt   |
| 19. Januar 1996   | Cortina d’Ampezzo    | Italien    | Abfahrt   |
| 29. Februar 1996  | Narvik               | Norwegen   | Abfahrt   |

### Nor-Am Cup
- Gesamtsieg in den Saisonen 1990/91 und 1991/92
- Sieg in der Abfahrtswertung in der Saison 2000/01

### US-amerikanischen Meisterschaften
- 4 US-amerikanische Meistertitel:
  - 2 × Super-G (1993 und 1996)
  - 2 × Abfahrt (1994 und 1996)